# الغريفية (قفل شمر)

تعديل مصدري - تعديل

الغريفية هي إحدى قرى عزلة بني جل بمديرية قفل شمر التابعة لمحافظة حجة، بلغ تعداد سكانها 28 نسمة حسب تعداد اليمن لعام 2004.